# Щуров, Владимир Александрович
Влади́мир Алекса́ндрович Щу́ров (9 января 1954, Карловы Вары, ЧССР — 19 ноября 2016, Нижний Новгород, Российская Федерация) — советский и российский философ

, специалист по философии техники. Доктор философских наук, профессор.

## Биография
Родился 9 января 1954 года в Карловых Варах (ЧССР).
Окончил Горьковский политехнический институт.
Пять лет работал в художественно-конструкторском бюро Горьковского автомобильного завода.
В 1981 году поступил в аспирантуру кафедры эстетики и дизайна Горьковского инженерно-строительного института.
С 1984 года работал на кафедре философии ассистентом, старшим преподавателем и доцентом.
В 1987 году в Ивановском государственном университете защитил
диссертацию на соискание учёной степени кандидата философских наук по теме «Технические объекты в системе общества».
В 1996 году в Нижегородской государственной архитектурно-строительной академии защитил диссертацию на соискание учёной степени доктора философских наук по теме «Универсальность техники как объект социально-философского анализа». (Специальность 09.00.11 «Социальная философия»).
С 1997 года — профессор кафедры философии и методологии науки Нижегородского государственного университета имени Н. И. Лобачевского. Заведовал кафедрой социальной философии.
Являлся членом диссертационного совета по защите кандидатских и докторских диссертаций.
Являлся членом Совета Председателей Союза дизайнеров России.

## Научная деятельность
В. А. Щуровым проведены исследования социального бытия техники, в ходе которых дан анализ её типологии, структуры, социального функционирования. Также рассмотрены кризисные явления сосуществования техники и человека, а особенно в России. В. А. Щуров занимался изучением универсальности техники. Им обосновано положение о применении к сегодняшней технической области знания гуманитарных методов к анализу феномена технического. Установлена посредническая задача техники в соединении бытия и небытия, духа и телесности, натуры и знака. Показано, что она оказывается интегратором культуры. На основе всей совокупности исследований выстроена единая концепция общего технознания.

## Научные труды

### Диссертации
- Щуров В. А. Технические объекты в системе общества. Методол. анализ: автореф. дис. … канд. филос. наук. — Иваново: [б. и.], 1987. — 16 с.
- Щуров В. А. Универсальность техники как объект социально-философского анализа : автореферат дис. … доктора философских наук : 09.00.11 / Нижегорд. гос. архитектурно-строит. академия. — Нижний Новгород, 1996. — 39 с.

### Монографии и учебные пособия
- Дахин А. В., Щуров В. А. Апокалипсис технического объекта. — Н. Новгород: ННГУ имени Н. И. Лобачевского, 1992. — 94 с. ISBN 5-230-04174-9
- Дахин А. В., Щуров В. А. Гуманитарные основы инженерной деятельности: учеб. пособие. — Н. Новгород: ННГУ имени Н. И. Лобачевского, 1993. — 71 с. ISBN 5-230-04304-2
- Щуров В. А. Новый технократизм: феномен техники в контексте духовного производства : монография. — Н. Новгород: ННГУ имени Н. И. Лобачевского, 1995. — 111 с. ISBN 5-230-04260-5
- Зеленов Л. А., Владимиров А. А., Щуров В. А. История и философия науки: учеб. пособие. — М.: Флинта : Наука, 2008. — 472 с. — ISBN 978-5-9765-0257-4 (Флинта). — ISBN 978-5-02-034746-5 (Наука)
- Зеленов Л. А., Владимиров А. А., Щуров В. А. История и философия науки: учебное пособие. — 2-e изд., стереотип. — М.:: Флинта : Наука, 2011. — 471, [1] с. : ил., табл. ISBN 978-5-9765-0257-4 (Флинта)